# Joanna Koerten
Joanna Koerten, (devenue Joanna Block à la suite de son mariage), née le 17 novembre 1650 à Amsterdam et morte le 28 décembre 1715, toujours à Amsterdam, est une artiste néerlandaise, utilisant pour ses créations la peinture, le dessin, la broderie, la gravure sur verre, et la modélisation en cire.   Sa notoriété s’est étendue bien au-delà des frontières des Provinces-Unies. Elle a également renforcé cette notoriété par son talent à créer des silhouettes et des images à partir de morceaux de papier découpés et montés sur un fond de couleur. Elle a produit ainsi des paysages, des marines, des fleurs, des portraits, des scènes religieuses, etc. Parmi les personnalités qui lui ont fait dresser leur portrait, on compte le star Pierre le Grand, Frédéric-Guillaume Ier de Brandebourg, Johan de Witt et Guillaume III d'Orange-Nassau, roi d’Angleterre, d’Écosse et d’Irlande.

## Biographie
Elle est la fille de Jan Koerten (1622–1651), un commerçant en textile et un baptiste, et de sa femme Ytje Cardinaels (née avant le octobre 1625, 1691). Son père meurt en 1651 alors qu’elle a un an. Sa mère se remarie en 1659 avec  Rosijn Zacharia. C’est aussi un commerçant, dans le même secteur d’activités.  Lorsque Joanna se marie à son tour en 1691, elle est âgée de 41 ans. Sa mère et son beau-père sont décédés. Son époux est Adrian Block, qui est aussi un marchand dans ce secteur du textile. C’est un mennonite (une confession chrétienne issue de la réforme protestante).
Elle acquiert une notoriété en tant qu’artiste en travaillant dans la boutique de son mari au n° 137 Nieuwendijk, à Amsterdam : le lieu lui sert de galerie. Plusieurs personnalités de son temps se rendent dans son atelier. Pierre le Grand lui consacre notamment une visite en 1697 en compagnie du maire Witsen, lors d’un de ses déplacements en Europe occidentale,,. Elle meurt en 1715.

## Créations

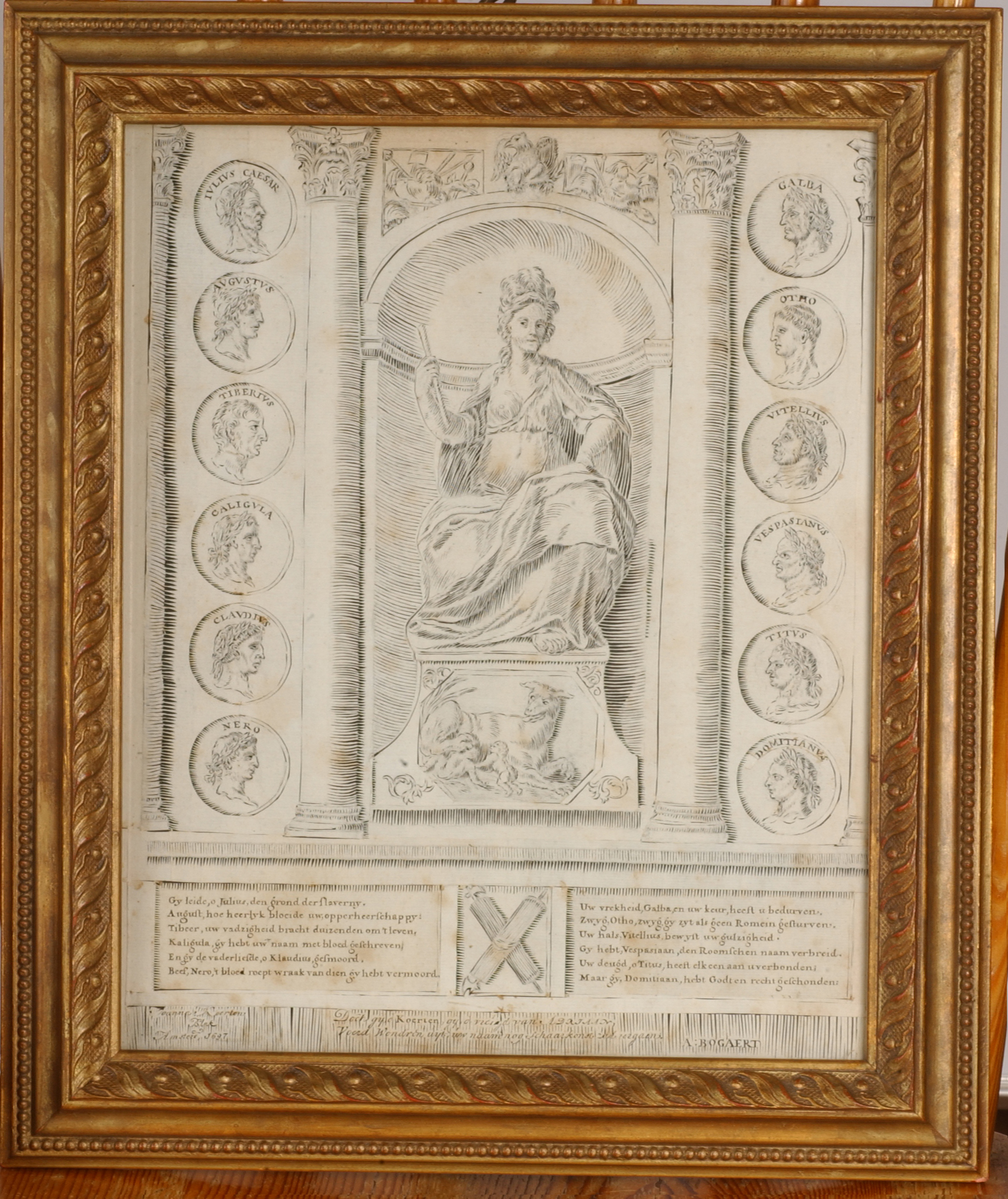
Collection de Westfries Museum à Hoorn, Pays-Bas.

Seules quinze de ses créations subsistent aujourd'hui. L'existence d'autres créations peut être déduite de descriptions dans d'anciennes listes d'enchères.
Une description de son œuvre se trouve dans le : Catalogus van een overheerlijk konstkabinet papiere snykonst, door wylen Mejuffrouw Koerten, huisvrouw van wylen Adriaan Blok, met de schaar in papier gesneden (Amsterdam ca.1750). On peut voir des exemples de ses créations au musée municipal de Leyde, à la  Bibliothèque royale des Pays-Bas (à La Haye), au Kasteel-Museum Sypesteyn (à Loosdrecht) et au  Westfries Museum (à Hoorn).
Son nom figure sur The Dinner Party.